# Kaple Nejsvětější Trojice (Dejvice)

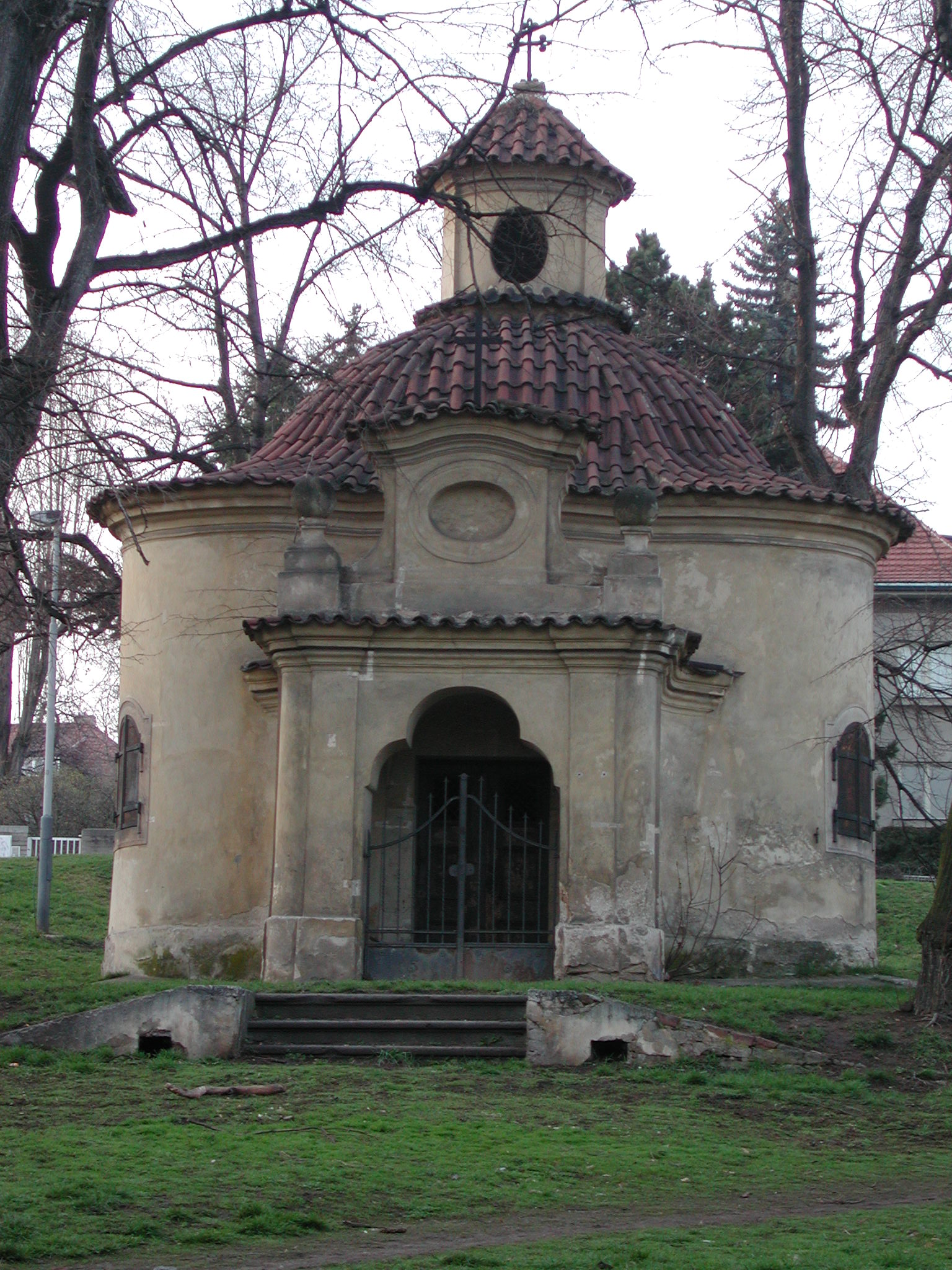
Kaple Nejsvětější Trojice v Dejvicích

Kaple Nejsvětější Trojice v Praze-Dejvicích je římskokatolická stavba stojící uprostřed středního zeleného pásu ulice Nad Komornickou. Od roku 1958 je chráněnou kulturní památkou

## Historie
Pozdně barokní kapli dal po roce 1750 postavit farář Antonín Messler, majitel vinice a usedlosti Hadovka. V roce 1872 usedlost i s kaplí zakoupil Adolf Würfel (1804–1891), probošt Metropolitní kapituly, která je vlastníkem stavby dosud.

## Popis
Stavba má půdorys ve tvaru oválu se třemi konchami a obdélnou ze západní strany připojenou předsíní s vysokým štítem.  Má zvoncovitou střechu s prejzovou krytinou a lucernu, jejíž okénka jsou však zazděna.  Kupolovitou klenbu při obnově kaple po roce 1853 vyzdobil Josef Matěj Navrátil iluzivní malbou světců, adorujících Nejsvětější Trojici, s dekorací váz s květinami. V roce 2004 byly nástropní malby restaurovány. 

## Provoz
Kapli administrativně spravuje farní úřad u sv. Matěje v Dejvicích. Je uzavřena, bohoslužby s procesím se konají jen třikrát v roce, na velikonoce, ve výroční den zasvěcení kaple a o vánocích.